# Сухие леса внутренних районов Юкона
Сухи́е леса́ вну́тренних райо́нов Ю́кона (англ. Yukon Interior dry forests) — экологический регион тайги в Канаде.

## Расположение
Экорегион покрывает значительную часть южного Юкона и небольшой участок северо-западной Британской Колумбии и находится в основном на плато Юкон, представляющем собой холмы и плато с глубокими и широкими долинами. Климат сухой субарктический с летними средними температурами около 11 °C и зимними — около −16,5 — −19 °C. Осадки незначительные, в среднем 225—400 мм, при этом больше их выпадает в более высоких районах и областях на северо-востоке.